# Kurtenbach (Nümbrecht)
Kurtenbach ist ein Ortsteil von Nümbrecht im Oberbergischen Kreis im südlichen Nordrhein-Westfalen innerhalb des Regierungsbezirks Köln.

## Lage und Beschreibung
Der Ort liegt in Luftlinie rund 4,6 km westlich vom Ortszentrum von Nümbrecht entfernt.

## Geschichte

### Erstnennung
- 1316 wurde der Ort das erste Mal urkundlich erwähnt und zwar „Teilung der Leute von Nümbrecht“.[1]

Schreibweise der Erstnennung: Curtenbech

## Bus und Bahnverbindungen

### Bürgerbus
Haltestelle des Bürgerbuses der Gemeinde Nümbrecht.
Route:Grüntal – Vorholz
Rose-Niederbreidenbach-Alsbach-Oberelben-Nippes-Nümbrecht/Busbahnhof.

### Linienbus
Haltestelle: Kurtenbach
- 323 Nümbrecht Schulzentrum (OVAG, Schulbus)